# Damian Sławek
 Damian Sławek, né le 31 mai 1997 à Strzelce Krajeńskie, est un coureur cycliste polonais. Il participe à des compétitions sur route et sur piste.

## Palmarès sur route

### Par années
- 2014
  - 3e du championnat de Pologne du contre-la-montre juniors
  - 3e du championnat de Pologne sur route juniors
- 2015
  - 3e du championnat de Pologne sur route juniors
- 2017
  - 2e du championnat de Pologne sur route espoirs

### Classements mondiaux
| Année           | 2016   | 2017 | 2018   |
| --------------- | ------ | ---- | ------ |
| UCI Europe Tour | 1 611e |      | 2 034e |

## Palmarès sur piste

### Championnats d'Europe
| Édition / Épreuve     | Élimination |
| Anadia 2017 (espoirs) | Argent      |

### Championnats nationaux
| - 2016 - 3e du championnat de Pologne de poursuite par équipes - 3e du championnat de Pologne de course à l'élimination - 2017 - 2e du championnat de Pologne de poursuite par équipes - 2018 - Champion de Pologne de poursuite par équipes - Champion de Pologne de l'américaine (avec Szymon Krawczyk) - 2e du championnat de Pologne de course à l'élimination - 3e du championnat de Pologne du scratch - 2019 - Champion de Pologne de l'omnium - Champion de Pologne de poursuite par équipes espoirs - 2e du championnat de Pologne de poursuite par équipes - 2e du championnat de Pologne de poursuite - 2e du championnat de Pologne de l'américaine - 2e du championnat de Pologne du scratch - 2020 - 3e du championnat de Pologne de poursuite - 3e du championnat de Pologne de course à l'élimination | - 2021 - 2e du championnat de Pologne de poursuite par équipes - 3e du championnat de Pologne de poursuite - 3e du championnat de Pologne de l'omnium - 3e du championnat de Pologne de l'américaine - 2022 - Champion de Pologne de poursuite par équipes - 3e du championnat de Pologne de poursuite - 3e du championnat de Pologne de course aux points - 2023 - 3e du championnat de Pologne de course aux points - 2024 - Champion de Pologne de l'américaine (avec Jan Gadera) - 2e du championnat de Pologne du scratch |  |